# Jeanne Harvilliers
Jeanne Harvilliers, dite la sorcière de Ribemont ou la sorcière de Verberie, née à Verberie, en 1528 et morte sur le bûcher à Ribemont, le 30 avril 1578, est une femme qui fut accusée de maléfices et de commerce avec le diable et condamnée à mort pour sorcellerie. À la suite du jugement et de la condamnation rendue dans cette affaire, Jean Bodin écrit De la démonomanie des sorciers qui deviendra un ouvrage de référence en matière de répression de la sorcellerie,,,.

## Éléments biographiques
Jeanne Harvilliers naît dans l'Oise, à Verberie, non loin de Compiègne en 1528. Née d'une « mère consommée dans l'art des maléfices et la prostitution ». On la dit vouée au diable dès la naissance. À douze ans, sa mère lui présente un « homme en noir », vêtu comme un cavalier, avec bottes, éperons et épée au côté. Ce dernier lui promet si elle se voue à lui corps et âme, de satisfaire ses désirs. Elle y consent. L'homme en noir lui rend fréquemment visite et en échange de ses faveurs, il lui enseigne les pratiques de la magie blanche et de la magie noire. Ce commerce illicite durera 38 ans. En 1548, Jeanne a alors 20 ans, elle est arrêtée avec sa mère qui sera jugée et condamnée au bûcher sur la place du Vieux-Marché à Senlis. Jeanne, en raison de ses aveux, ne subira que le châtiment du fouet tandis que sa mère est brûlée vive. Elle part s'installer dans le Laonnois où elle se marie, non sans avoir obtenu le consentement de l'homme en noir qui s'était assuré que leur relation perdurerait au-delà de ce mariage. Jeanne ne tarde pas à mettre au monde une fille, Rosalie,,,. 

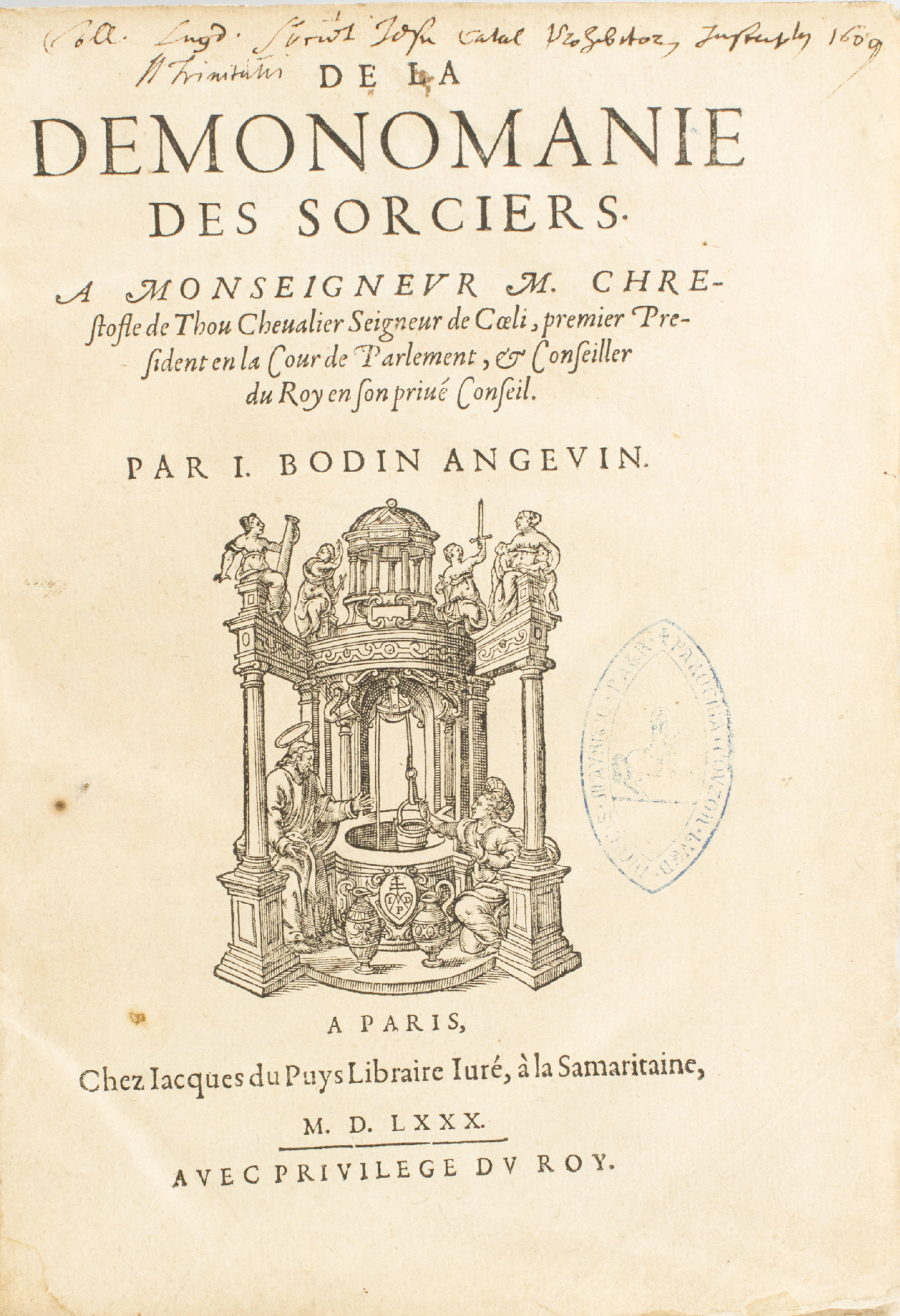
Démonomanie des sorciers Jean Bodin, 1580.

En 1578, son voisin, un homme nommé André Brulart, ayant violenté sa fille, Jeanne Harvilliers souhaite utiliser ses maléfices pour le faire mourir en répandant un maléfice sur son chemin. Un brave cultivateur, François Preudhomme, passant par là, tombe subitement gravement malade. Jeanne se précipite à son chevet lui explique la méprise, lui demande pardon et tente de le soigner. L'homme en noir lui expliqua que le mal était sans remède, elle le congédie et lui demande de ne plus se présenter chez elle. Après deux jours d'atroces souffrances, le cultivateur meurt. Jeanne part alors se cacher dans une grange où elle ne tarde pas à être arrêtée. Elle est écrouée dans la tour de Chin, au château de Ribemont,,,. Jean Bodin, juge au présidial de Laon est saisi de l'affaire, il fait de l'accusée le portrait suivant : 

« On voyait encore les traces de son ancienne beauté. Teint sombre. De grands yeux brillants d'un feu dont on avait peine à supporter la vivacité et l'éclat, un profil aquilin, une véritable finesse de traits, des dents dont l'émail rivalisait avec la perle et des cheveux autrefois noirs comme la plume du corbeau, maintenant grisonnants, longs et ondoyants autour de ses tempes, formaient une singulière beauté, qui, avec l'étrangeté de sa mise, tranchait sur les autres habitants du bailliage. »

On tergiverse un temps pour savoir s'il s'agit d'un crime d'empoisonnement méritant la corde ou s'il s'agit d'un délit de sorcellerie méritant lui, le bûcher. La foule se presse autour du tribunal, menaçant d'enlever la prévenue pour la brûler vive si elle devait ne pas être condamnée pour sorcellerie. Son procès est rapidement instruit, on entend des témoins qui ont eu recours à ses remèdes, on colporte des histoires de bétail malade, d'aiguillettes nouées. Jeanne n'avoue rien et clame son innocence. Jean Bodin décide alors de la soumettre à la question ordinaire et extraordinaire: la torture. À la vue des instruments du bourreau, Jeanne avoue. Elle a commercé avec le diable, elle se rendait au sabbat et fait usage de maléfices. Le lendemain, après une ultime rétractation et à nouveau dans la perspective d'être torturée, elle avoue ses crimes. Jean Bodin prononce la sentence. Jeanne Harvilliers est condamnée à être brûlée vive sur le bûcher jusqu'à ce que mort s'ensuive. La sentence est lue publiquement à Ribemont, le 27 avril 1578. Le 30 avril 1578, un tombereau traverse la place de Ribemont, une foule immense s'est réunie autour du bûcher. Jeanne Harvilliers apparaît nu-tête et nu-pieds. Le bourreau Jean Herem lui a fait revêtir une robe soufrée. La sentence est à nouveau relue et mise à exécution,,,. Charles Gomart relate que Jean Bodin, son juge et biographe, rapporte ses ultimes paroles: 

« Adieu, que le ciel vous pardonne. Pendant ma vie j'étais une Égyptienne, une fille, une vagabonde ; j'ai été bannie, frappée de verges, marquée d'un fer chaud ; j'ai mendié mon pain de porte, en porte ; j'ai été chassée de village en village comme un chien. Qui, alors, aurait ajouté foi en mes paroles? Mais aujourd'hui, attachée au bûcher, prête à mourir, mes paroles ne tomberont pas à terre. Ajoutez foi à ce cri de vérité : Je suis innocente des crimes qu'on m'impute, je n'ai rien fait pour mériter le traitement qu'on me fait subir. »

 L'homme en noir ne fut jamais inquiété et nul ne sut ce qu'il advint de son mari et de sa fille Rosalie,,,.

## Littérature et adaptations
- Françoise Mallet-Joris publie Jeanne ou la révolte dans les Trois âges de la nuit chez Grasset en 1968 où elle dépeint la vie de trois sorcières dont Jeanne Harvilliers.
- À la télévision, Judith Magre incarne Jeanne Harvilliers dans Jeanne ou la Révolte de Luc Godevais, en 1974 (IMDB).